# オールスタープロレスリング
オールスタープロレスリング（ALL STAR PRO-WRESTLING）は、スクウェア・エニックス（合併前はスクウェア）が開発・発売している3Dのプロレスゲーム。

## シリーズ
2作目まではスクウェアで、3作目はスクウェア・エニックスでの発売。
- オールスタープロレスリング（2000年6月8日発売、PlayStation 2、7,140円）
- オールスタープロレスリングII（2001年11月22日発売、PlayStation 2、7,140円）
- オールスタープロレスリングIII（2003年8月7日発売、PlayStation 2、8,190円）

## 概要
プロレスゲームの中でも、細部にまでこだわった美麗なグラフィックが特徴で、リアルさにこだわったゲームである。選手は全員実名で、技の掛け声は本人のもの、技の動きはモーションキャプチャで撮られたものが使用されている。1作目ではモーションに関しては実際より遅く、もっさりとした印象があるという声もあったが、徐々に改良がされている。
1作目では主にアナログスティック（L3、R3ボタン）を使用しており、左スティックで移動し右スティックで技を出す形態が取られていた。しかし、この体系はプロレスゲームに熟練している者にはとっつきに悪くとられることがあったため、2作目以降では左スティックで移動をし、ボタン操作により技を出す操作方法に変更された。
本ゲームの特徴に以下のものが挙げられる。
テンション
相手から攻撃を受ける、挑発される、相手の技を切り返すことにより上がる。テンションが上がると大技が出せるようになる（逆にテンションが上がらなければ小技しか出せない）。テンションが上がりきると、観客から選手に対してコールが発生、選手のステータス表示も点滅し、さらにダメージの大きい大技を出せるようになる。
キャプチャー
相手の髪をつかむ動作。投げ技を出すときはこの操作が必須となる。つかんだまま相手の背後（前）に立ったりすることもできる。ボタン操作に移行した2作目ではキャプチャー動作はR1、R2ボタンで行う事が可能になり、片手で掴むワンハンドキャプチャーか、両手で掴むダブルハンドキャプチャーの2つに分けられていたが、3作目では更に改良され、R1ボタンで真正面を掴むフロントキャプチャー、R2ボタンで相手を反転させながら掴むリバースキャプチャーが出来、短い時間の操作で自在に技を繰り出せるようになった。
連携技
2作目から登場。技の発動中にタイミング良くボタンを押すと、次の技へと連携させることができる。選手が得意としているムーブを再現することが可能（例：武藤敬司のスペースローリングエルボー→フェースクラッシャーの流れ）
レフェリー操作
2作目より登場。自分がレフェリーになって、3カウント、ギブアップ、反則カウント、場外カウントを自分の思い通りにとることが出来る。また、打撃のみだが攻撃に加わる事が出来る。コンピューター相手のレスラーに攻撃を加え続けると反撃を喰らう事がある。レフェリーはレスラーよりも大幅にスタミナが低く、打たれ弱く設定されている為、執拗に痛めつけられると失神し、ノーコンテスト裁定になってしまうので注意が必要。
スキルラーニング
2作目のみ登場する機能。試合において条件を満たす事により、既存の技を置き換える形で新しい技が習得出来る。各レスラーによってラーニング可能な技は予め決まっており、本人がかつて封印した幻の得意技や収録当時に使用し始めた新技なども含まれている。条件も多種多様であり、対戦相手、試合会場、特定の技を使う(もしくは受ける)と言った環境とこなす一定回数が設けられ、技によってはたった数回でラーニングする物もあれば、相当な努力と積み重ねを必要とする高難易度な物もある。また、ラーニングした瞬間から使用出来る場合と、条件を満たした上で試合を終えると次回から使用出来る場合の2パターンにも分かれる。
レスラーの「間」の再現
実際のプロレスでは、試合開始時にリングの外周を回って相手の出方を伺う動作をするが、本ゲームではこれを再現している（既存のプロレスゲームでは試合が始まると相手に向かって真正面に向かっているものが多い）。相手の動きを見ながら徐々に間合いを詰め、接近したところでキャプチャーボタンを押すと、チェーンレスリングやロックアップを行う事が可能。

## その他
- 同作のテレビCMには、美空ひばりの『川の流れのように』がBGMとして使用された。3作目ではナレーターを黒田崇矢が担当し、キックボクサーの大江慎がゲーマーとして出演している。

- 1作目の登場レスラーは2000年当時の新日本プロレスの現役・OB選手が収録されており、例外的に藤田和之、ジャンボ鶴田、力道山の3名が加わった。2作目からはプロレスリング・ノア、プロレスリングZERO-ONEの所属選手が新たに追加され、文字通りのオールスター戦を自在に組めるようになっている。当ソフトにおけるプロレス団体はこの3つであり、それ以外の団体に移籍した選手は収録対象から除外されるか、フリーランスにカテゴリー分けされている。前者の場合、2002年に全日本プロレスへ移籍した武藤敬司(グレート・ムタ、黒師無双)、小島聡、ケンドー・カシンは3作目で除外となり、後者の場合、3作目の発売段階でWJプロレス所属となっていた長州力、佐々木健介(パワー・ウォリアー)、越中詩郎、大森隆男はフリーランスに加えられ、団体については触れられていない。また、新日本プロレスで引退した山崎一夫や、全日本プロレス引退後に逝去したジャンボ鶴田も3作目ではフリーランスとして扱われている。

- 1作目からハードを創成期のPS2に据えた事もあり、煌びやかに動くスポットライトや会場内に反響する入場曲などを忠実に再現した入場シーンの華麗さは絶賛されている。2作目では容量の関係からか、入場シーンをカットしてしまい、批判を受けた。(各レスラーの入場曲も割愛され、所属団体やユニットごとに統一されたオリジナルBGMが試合後に流れた。)3作目では入場シーンが復活し、エレベーターと階段で構成されたステージからレスラーが現れる仕組みとなっており、シングルマッチやタッグマッチで特定のレスラーの組み合わせを行うと、リングアナが独特の前口上を読み上げたり、2人同時の入場シーンが展開されるなどの仕掛けが用意されている。

- 1作目では、試合中にSTARTボタンを押してポーズメニューを開くと、「ここでしばらくの間、休憩を取らせて頂きます。」、ポーズメニューを閉じて試合に戻ろうとすると、「お待たせいたしました。間もなく試合を再開いたします。ご自分の席にお戻り下さい。」と田中秀和リングアナの声でアナウンスされ、試合会場の雰囲気を再現する演出がされている。

- 2作目では、テレビCMならびにオープニングムービーに武藤敬司と三沢光晴のスパーリングが収録された（ソフトのパッケージもこの2人のショットである）。この両名の対戦は長い間待望されていたものであった。その後、2004年7月10日のプロレスリング・ノア東京ドーム大会でタッグマッチの形ではあるが遂に2人が試合で対峙し、10月31日には2人のタッグが実現した。

- 収録時の実際の性格、人間関係も反映されており、仲のよいレスラー同士だとCPU操作のレスラーに出した指示を素直に聞いてくれるが、仲の悪いレスラーだと、無視し続ける。他にも、全くタッチに来ないということもある。エプロンに控えている選手に攻撃した後、リング内に来るかどうかにも違いがある。

## 収録選手
(五十音順、◎は隠し選手)
| 選手                   | 1 | 2 | 3 | 備考                 |
| ---------------------- | - | - | - | -------------------- |
| 秋山準                 |   | ○ | ○ |                      |
| AKIRA                  | ○ |   |   |                      |
| アントニオ猪木         | ○ | ○ |   |                      |
| 飯塚高史               |   | ○ | ○ |                      |
| 井上雅央               |   | ○ | ○ |                      |
| エル・サムライ         | ○ | ○ | ○ |                      |
| 遠藤のぞみ             | ◎ |   |   |                      |
| 大谷晋二郎             | ○ | ○ | ○ |                      |
| 大谷晋二郎Jr           |   | ◎ |   | 大谷のバージョン違い |
| 大森隆男               |   | ○ | ○ |                      |
| 小川良成               |   | ○ | ○ |                      |
| 金丸義信               |   |   | ○ |                      |
| 金本浩二               | ○ | ○ | ○ |                      |
| グレート・ムタ         | ○ | ○ |   |                      |
| ケンドー・カシン       | ○ | ○ |   |                      |
| 小池祥絵               | ◎ |   |   |                      |
| 黒師無双               |   | ○ |   |                      |
| 小島聡                 | ○ | ○ |   |                      |
| 小橋建太               |   | ○ | ○ |                      |
| 齋藤彰俊               |   |   | ○ |                      |
| 佐々木健介             | ○ | ○ | ○ |                      |
| ジャンボ鶴田           | ○ | ○ | ○ |                      |
| 獣神サンダー・ライガー | ○ | ○ | ○ |                      |
| 白覆面                 |   | ◎ |   | ※セコンド専用        |
| 杉浦貴                 |   |   | ○ |                      |
| スコット・ノートン     |   | ○ | ○ |                      |
| スコーピオ             |   |   | ○ |                      |
| 田上明                 |   | ○ | ○ |                      |
| 高岩竜一               | ○ | ○ | ○ |                      |
| 高山善廣               |   | ○ | ○ |                      |
| 田中将斗               |   |   | ○ |                      |
| 田中稔                 |   | ○ | ○ |                      |
| 長州力                 | ○ | ○ | ○ |                      |
| 蝶野正洋               | ○ | ○ | ○ |                      |
| 天山広吉               | ○ | ○ | ○ |                      |
| ドン・フライ           | ○ | ○ | ○ |                      |
| 永田裕志               | ○ | ○ | ○ |                      |
| 中西学                 | ○ | ○ | ○ |                      |
| 西村修                 |   |   | ○ |                      |
| 橋本真也               | ○ | ○ | ○ |                      |
| バトル・ライガー       |   | ○ | ○ |                      |
| パワー・ウォリアー     |   | ◎ | ○ |                      |
| 藤田和之               | ○ |   | ○ |                      |
| 藤波辰爾               | ○ | ○ | ○ |                      |
| ベイダー               |   | ○ | ○ |                      |
| 本田多聞               |   | ○ | ○ |                      |
| マサ・サイトー         | ○ |   |   |                      |
| 丸藤正道               |   | ○ | ○ |                      |
| 三沢光晴               |   | ○ | ○ |                      |
| 武藤敬司               | ○ | ○ |   |                      |
| 百田光雄               |   | ○ | ○ |                      |
| 森嶋猛                 |   |   | ○ |                      |
| 安田忠夫               | ○ | ○ | ○ |                      |
| 山崎一夫               | ○ | ◎ | ○ |                      |
| 吉江豊                 |   |   | ○ |                      |
| 力皇猛                 |   | ○ | ○ |                      |
| 力道山                 | ○ | ○ |   |                      |

### レフェリー
| レフェリー   | 1 | 2 | 3 | 備考             |
| ------------ | - | - | - | ---------------- |
| 佐々木健介   | ○ |   |   | 専用試合会場のみ |
| 西永秀一     |   | ○ | ○ |                  |
| タイガー服部 | ○ | ○ | ○ |                  |
| 保永昇男     | ○ | ○ | ○ |                  |
| マイティ井上 |   | ○ | ○ |                  |
| 山本小鉄     |   | ◎ | ○ |                  |

### リングアナ
| レフェリー | 1 | 2 | 3 | 備考 |
| ---------- | - | - | - | ---- |
| 田中秀和   | ○ | ○ | ○ |      |
| 仲田龍     |   | ○ | ○ |      |

### その他
- 陣内憲一郎　2のオリジナルレスラー。モードクリアで使用可能。1983年、東京都江東区生まれ。アマチュアレスリング出身でスープレックスを得意とする。
- 有里優作　2のオリジナルレスラー。モードクリアで使用可能。1982年、大阪府大阪市住之江区生まれ。フルコンタクト空手出身で打撃を得意とする。
- 斉藤のぞみ　2のライジングモードに実写ナビゲーターとして登場。
- 日向葵　3の斉藤のぞみにあたるオリジナルキャラクター。隠しレスラーとしても使用可能。